# Trojanska kriget

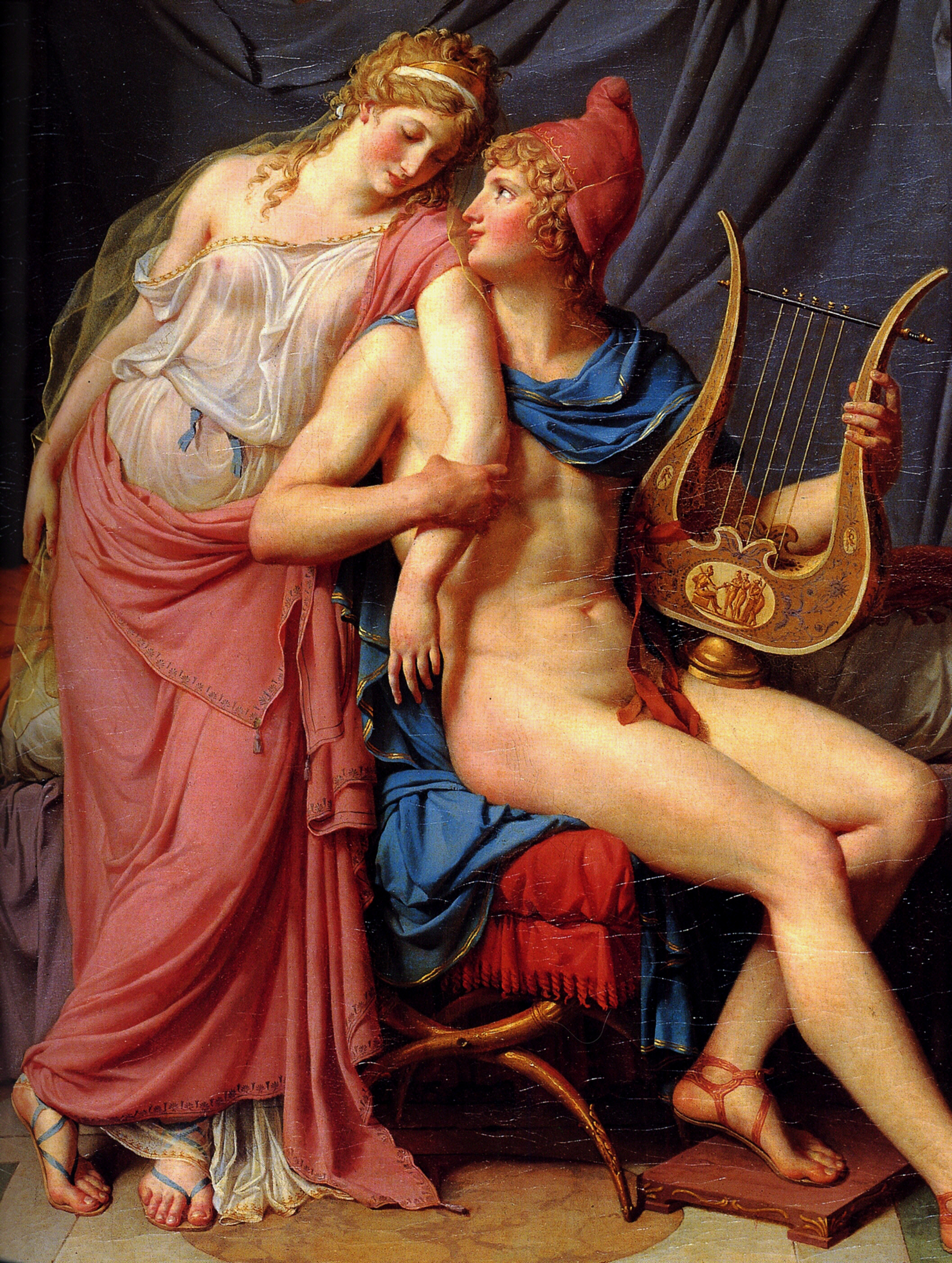
Helena och Paris.

Trojanska kriget är ett mytologiskt krig som var ett vanligt motiv i antik litteratur, bland annat i Iliaden och Odysséen av Homeros (de enda helt bevarade delarna av de verk som utgjorde den trojanska cykeln) samt Aeneiden av Vergilius. Skådeplatsen för det trojanska kriget är främst Anatolien, närmare bestämt den västra delen av nutidens Turkiet.

## Händelseförlopp
De olympiska gudarna hade bjudits in till bröllopet mellan Peleus och Thetis, vilka senare skulle bli Akilles föräldrar, men gudinnan Eris (tvedräktens gudinna) hade blivit ignorerad på grund av hennes vana att skapa konflikter mellan människor.
Som hämnd för detta kastade Eris in ett gyllene äpple (eller en kvitten) bland festdeltagarna. Frukten hade påskriften kallisti – till den vackraste. Gudinnorna Hera, Athena och Afrodite började genast bråka om vem av dem detta skulle gälla, och prins Paris av Troja utsågs att döma mellan dem. Alla tre försökte genast muta honom med olika gåvor; Hera erbjöd politisk makt och kontroll över hela Asien, Athena framgång i krig, visdom och skickligheten hos de största krigarna, och Afrodite den vackraste kvinnan i världen, Helena, hustru till Menelaos av Sparta. Paris valde Afrodite, och detta ledde till det trojanska kriget.
Eftersom Helena var den vackraste kvinnan hade hon haft många friare. Odysseus hade därför fått dem alla att svära på att de skulle försvara äktenskapet med vem hon än valde. När Paris så kidnappade henne (i vissa versioner förälskade hon sig i honom och följde med frivilligt), kunde Menelaos bror Agamemnon, kung av Mykene dra med hela Grekland i kriget mot Troja och dess kung Priamos.
Flera av hjältarna var motvilliga att delta i kriget. Odysseus själv låtsades vara vansinnig, och sådde salt i stället för säd på sina fält. Han åkte runt och plöjde, för att verka galen, men Palamedes placerade då Odysseus son Telemachos framför plogen, och då Odysseus inte ville döda honom avslöjade han sig. Akilles mor visste att han skulle dö i kriget och klädde ut honom till kvinna för att gömma honom. Odysseus avslöjade honom dock, och när han fick höra talas om kriget följde han självmant med.
På vägen mot Troja dödade Agamemnon en hjort helgad åt Artemis i en av hennes heliga lundar. Som straff blev flottan stoppad av stiltje vid Aulis. Siaren Kalkas talade om för Agamemnon att han bara kunde blidka Artemis genom att offra sin dotter Ifigenia. Enligt vissa versioner gjorde han detta, men i andra ersatte Artemis Ifigenia med en hjort, och den blev offrad i hennes ställe. Enligt Hesiodos blev hon senare gudinnan Hekate.
Efter nio års belägring hade ingendera sidan något övertag. På Odysseus inrådan byggde grekerna en stor, ihålig trähäst som de ställde fram framför Trojas port innan de gömde flottan en bit därifrån. Trojanerna drog in "gåvan" innanför murarna, men under natten hoppade de gömda krigarna ut ur hästen och öppnade stadsportarna. Troja föll på grund av den trojanska hästen. Aeneas och en rad andra kunde dock fly till Italien, där Aeneas grundade staden Alba Longa. Senare skulle hans ättlingar komma att grunda staden Rom.
Efter Trojas fall återvände Menelaos med Helena till Sparta. Agamemnon tog Priamos dotter Kassandra som konkubin och förde henne tillbaka till Mykene, där de båda blev mördade av hans hustru och hennes älskare.
Att det var Odysseus som kom på listen med den trojanska hästen gav honom hybris. På resan på väg tillbaka till sitt hemland tillfångatogs Odysseus av cyklopen Polyfemos och för att kunna fly blev han tvungen att göra cyklopen blind. Cyklopen var son till havsguden Poseidon vilket gjorde att Odysseus föll i onåd hos gudarna. Därför straffade gudarna honom genom att skicka honom på tio års irrfärder, som det berättas om i Odysséen.
Det trojanska kriget har givit inspiration åt en mängd litterära verk; där märks främst Homeros diktverk, men även Troades av Euripides, Troilus & Criseyde av Geoffrey Chaucer och operan Les Troyens av Hector Berlioz.

## Historiska grunder
Hur mycket av Iliaden och det trojanska kriget som faktiskt är baserat på historiska händelser är än idag omdebatterat. De klassiska grekerna trodde själva att det trojanska kriget var baserat på verkliga händelser men att Homeros hade överdrivit händelserna för att de skulle passa som en episk berättelse. Den atenska historikern Thukydides (400-talet f.Kr.) lät till exempel nedteckna att han trodde att kriget i sig var historiskt men tvivlade på detaljer så som att 1186 skepp skickats mot Troja i kriget. På 100-talet e.Kr. argumenterade den grekiske filosofen och historikern Dio Chrysostomus även han för att kriget i sig var en riktig händelse. Dio menade dock att det var trojanerna som vunnit kriget och att grekerna försökte dölja detta faktum med en påhittad historia om en trähäst och att de vunnit kriget. På 1870-talet ansågs det som vedertagen fakta i Västeuropa att det trojanska kriget var helt påhittat och att staden Troja aldrig existerat. Under denna tid publicerade dock Heinrich Schliemann sina utgrävningar vid Hisarlik i Turkiet. Schliemann trodde med andra arkeologer att staden de funnit var resterna av Troja och intresset för den förlorade staden väcktes igen. Idag anser många forskare att det Trojanska kriget baserats på en riktig grekisk kampanj mot staden Troja men att Homeros Iliaden inte är en särskilt tillförlitlig källa på vad som hände. 
I november 2001 presenterade geologen John C. Kraft och klassicisten John V. Luce resultatet av en undersökning av västra Anatoliens geologi som startats 1977. Geologer hade i undersökningen jämfört geologin i dagens Anatolien med de beskrivningar av landskap och kuster som finns i Iliaden och andra klassiska källor (framförallt Strabos "geographica") och kom därmed fram till att geografin kring den plats som Schliemann pekat ut som platsen för Troja till viss del överensstämmer med beskrivningarna och topografin i de klassiska källorna. Under 1900-talet har flera forskare försökt ta reda på när det trojanska kriget ägde rum baserat på hettitiska och egyptiska källor då dessa var de två stormakterna vid medelhavet under perioden. Även om dessa källor ger en överblick av den politiska situationen i västra Anatolien under perioden så nämner de inte något specifikt grekiskt krig i området. Andrew Dalby noterar att även om det trojanska kriget ägde rum på något sätt så kommer vi aldrig att få reda på vad som faktiskt hände under kriget.
Vissa hettitiska källor pekar på att aktörerna för det trojanske kriget har existerat. Tawagalawa-brevet nämner ett land som av hettiterna kallas för "Ahhiyawa", Detta land sägs ligga i väst bortom havet och anses därmed syfta på det mykenska Grekland. Ahhiyawa verkar ha haft en storkonung och det verkar som att Milliwanda (Miletus) var en vasallstat eller åtminstone allierad med dem. I detta samt andra brev nämns även en konfederation av 22 stadsstater och småriken i västra Anatolien som kallas Assuwa och en av dessa stater är Wilusa. Wilusa ligger i Assuwakonfederationens nordligaste delar och väst om Sehas flodland (en hettitisk vasallstat under perioden). Detta placerar riket i det område där Troja skulle ha legat. Wilusa har därmed kommit att identifieras som Ilium (Troja) vilket från 1990-talet blev den mest accepterade teorin. I Alaksanduavtalet cirka 1280 f.Kr., (en hettitisk text) omnämns kungen av Wilusa som Alaksandu medan prins Paris namn i Iliaden (samt andra litterära verk) är Alexander. I övrigt nämner Tawagalawa brevet ett krig mellan grekerna och hettiterna med skriften "Nu, när vi kommit överens om Wilusa som vi gick i krig över ...".
En teori om trojanska kriget är därmed som följer: Assuwa var en samling hettitiska vasallriken som någon gång efter slaget vid Kadesh (cirka 1274 f.Kr.) gick över till grekerna. På 1230-talet f.Kr., utförde hettiternas konung Tudhaliya IV en lyckad kampanj i området och återtog det. I och med detta blandade sig det mykenska Grekland in i stridigheterna men fred slöts mellan staterna. Under kung Arnuwanda III (cirka 1209–1205 f.Kr.) förlorade hettiterna kontrollen över området igen och de drog sig tillbaka från den Egeiska kusten. Efter det följde en konflikt i området mellan den än en gång fria Assuwakonfederationen och det mykenska Grekland och deras allierade rike Miletus. Denna teori får stöd i det trojanska kriget i Iliaden och andra källor inte enbart utspelar sig vid Troja utan även innehåller landstigningen vid Mysia, Akilles kampanj i norra Egeien och Ajax kampanj mot Trakien och Prygien. Många av dessa områden skulle sannolikt ha tillhört Assuwakonfederationen. Att de flesta av hjältarna valde att grunda nya kolonier i Anatolien efter kriget istället för att återvända hem menade Thucydides berodde på att de varit borta så länge. Moderna forskare tror dock att många av befälhavarna under kriget valde att bosätta sig i de nyligen erövrade områdena på grund av den oroliga situation som rådde i Grekland mot slutet av den mykenska eran. Även mykenska kungar som drevs ut från sina hemområden under denna period kan ha valt att kalla sig för "trojanska exiler" istället för att berätta att de förlorat sitt egentliga land.

## Viktiga gestalter

### På grekernas sida
Antikens Grekland (grek. Hellas) som företeelse uppstod inte förrän ungefär 800-talet f.Kr. I Iliaden omtalas hären omväxlande som "akajer" och "argiver".
- Athena, Hera, Hefaistos, Hermes, Poseidon (gudar)
- Agamemnon, kung av Mykene
- Menelaos, kung av Sparta
- Odysseus, kung av Ithaka
- Akilles, Ajax, Diomedes, m.fl.: (heroer)

### På trojanernas sida
- Afrodite, Ares, Leto, Apollon, Artemis (gudar)
- Priamos, kung av Troja
- Hektor och Paris, hans söner
- Helena, Menelaos hustru
- Hecuba, Priamos hustru
- Andromache, Hektors hustru
- Kassandra, sierska och dotter till Priamos
- Aeneas, hjälte